# Babe Dye
Cecil Henry "Babe" Dye (13. května 1898, Hamilton, Ontario – 3. ledna 1962, Chicago, Illinois, USA) byl kanadský profesionální hokejista. Od roku 1970 je členem hokejové síně slávy.

## Ocenění
- Art Ross Trophy – 1923
- Stanley Cup – 1922 a 1925

## Klubová statistika
| Sezóna       | Klub                 | Soutěž       |     | Základní část | Základní část | Základní část | Základní část | Základní část |   | Play off | Play off | Play off | Play off | Play off |
| Sezóna       | Klub                 | Soutěž       | Z   | G             | A             | B             | TM            | Z             | G | A        | B        | TM       |          |          |
| 1916–17      | Toronto Aura Lee     | OHA          | 8   | 31            | 0             | 31            | —             | —             | — | —        | —        | —        |          |          |
| 1917–18      | Toronto De La Salle  | OHA          | —   | —             | —             | —             | —             | —             | — | —        | —        | —        |          |          |
| 1918–19      | Toronto St. Patricks | OHA          | 9   | 13            | 1             | 14            | —             | 2             | 3 | 0        | 3        | 0        |          |          |
| 1919–20      | Toronto St. Patricks | NHL          | 23  | 11            | 2             | 13            | 10            | —             | — | —        | —        | —        |          |          |
| 1920–21      | Hamilton Tigers      | NHL          | 1   | 2             | 0             | 2             | 0             | —             | — | —        | —        | —        |          |          |
| 1920–21      | Toronto St. Patricks | NHL          | 23  | 33            | 5             | 38            | 32            | 2             | 0 | 0        | 0        | 7        |          |          |
| 1921–22      | Toronto St. Patricks | NHL          | 24  | 31            | 7             | 38            | 39            | 2             | 2 | 0        | 2        | 2        |          |          |
| 1921–22      | Toronto St. Patricks | St-Cup       | —   | —             | —             | —             | —             | 5             | 9 | 1        | 10       | 2        |          |          |
| 1922–23      | Toronto St. Patricks | NHL          | 22  | 27            | 12            | 39            | 21            | —             | — | —        | —        | —        |          |          |
| 1923–24      | Toronto St. Patricks | NHL          | 19  | 17            | 4             | 21            | 23            | —             | — | —        | —        | —        |          |          |
| 1924–25      | Toronto St. Patricks | NHL          | 29  | 38            | 8             | 46            | 38            | 2             | 0 | 0        | 0        | 0        |          |          |
| 1925–26      | Toronto St. Patricks | NHL          | 31  | 18            | 6             | 24            | 26            | —             | — | —        | —        | —        |          |          |
| 1926–27      | Chicago Black Hawks  | NHL          | 41  | 25            | 5             | 30            | 14            | 2             | 0 | 0        | 0        | 2        |          |          |
| 1927–28      | Chicago Black Hawks  | NHL          | 11  | 0             | 0             | 0             | 0             | —             | — | —        | —        | —        |          |          |
| 1928–29      | New York Americans   | NHL          | 42  | 1             | 0             | 1             | 17            | 2             | 0 | 0        | 0        | 0        |          |          |
| 1929–30      | New Haven Eagles     | Can-Am       | 34  | 11            | 4             | 15            | 16            | —             | — | —        | —        | —        |          |          |
| 1930–31      | Toronto Maple Leafs  | NHL          | 6   | 0             | 0             | 0             | 0             | —             | — | —        | —        | —        |          |          |
| Celkem v NHL | Celkem v NHL         | Celkem v NHL | 272 | 203           | 49            | 252           | 220           | 10            | 2 | 0        | 2        | 11       |          |          |